# Górzyca (gmina w województwie szczecińskim)
Górzyca (1945–46 Grusza) – dawna gmina wiejska istniejąca w latach 1945–1954 w woj. szczecińskim (dzisiejsze woj. zachodniopomorskie). Siedzibą władz gminy była Górzyca.
Gmina Grusza powstała po II wojnie światowej (w czerwcu 1945) na terenie tzw. Ziem Odzyskanych (tzw. III okręg administracyjny – Pomorze Zachodnie). 28 czerwca 1946 gmina Górzyca – jako jednostka administracyjna powiatu gryfickiego – weszła w skład nowo utworzonego woj. szczecińskiego.
Według stanu z 1 lipca 1952 roku gmina była podzielona na 13 gromad: Bielikowo, Borzęcin, Dziadowo, Gąbin, Górzyca, Kłodkowo, Lewice, Otok, Sikory, Skalin, Trzeszyn, Węgorzyn i Zielin. Gmina została zniesiona 29 września 1954 roku wraz z reformą wprowadzającą gromady w miejsce gmin. Jednostki o nazwie Górzyca nie przywrócono 1 stycznia 1973 roku wraz z kolejną reformą reaktywującą gminy, a obszar dawnej jednostki wszedł w skład gmin Gryfice, Trzebiatów, Karnice i Brojce.